# Vennekerk
Vennekerk in de Nederlandse plaats Winschoten is een voormalig kerkgebouw van Protestantse gemeente.
Deze kerk staat aan de Venne in de binnenstad, de bijgebouwen bij de kerk heten 'Irene'. Nadat in december 2015 deze gebouwen werden verkocht aan stichting WGA zijn ze in gebruik voor zowel muzikale als kunstzinnige doeleinden.